# 히마카지마촌
히마카지마촌(日間賀島村)은 아이치현 지타군에 설치되었던 촌이다. 현재의 미나미치타정에 해당한다.